# Igor Tomašić
Igor Tomašić (in bulgaro Игор Томашич?, Igor Tomašič; Kutina, 14 dicembre 1976) è un ex calciatore croato naturalizzato bulgaro, di ruolo difensore.

## Statistiche

### Cronologia presenze e reti in nazionale
| Cronologia completa delle presenze e delle reti in nazionale ― Bulgaria | Cronologia completa delle presenze e delle reti in nazionale ― Bulgaria | Cronologia completa delle presenze e delle reti in nazionale ― Bulgaria | Cronologia completa delle presenze e delle reti in nazionale ― Bulgaria | Cronologia completa delle presenze e delle reti in nazionale ― Bulgaria | Cronologia completa delle presenze e delle reti in nazionale ― Bulgaria | Cronologia completa delle presenze e delle reti in nazionale ― Bulgaria | Cronologia completa delle presenze e delle reti in nazionale ― Bulgaria |
| Data                                                                    | Città                                                                   | In casa                                                                 | Risultato                                                               | Ospiti                                                                  | Competizione                                                            | Reti                                                                    | Note                                                                    |
| ----------------------------------------------------------------------- | ----------------------------------------------------------------------- | ----------------------------------------------------------------------- | ----------------------------------------------------------------------- | ----------------------------------------------------------------------- | ----------------------------------------------------------------------- | ----------------------------------------------------------------------- | ----------------------------------------------------------------------- |
| 15-8-2006                                                               | Swansea                                                                 | Galles                                                                  | 0 – 0                                                                   | Bulgaria                                                                | Amichevole                                                              | -                                                                       |                                                                         |
| 6-2-2007                                                                | Limassol                                                                | Bulgaria                                                                | 2 – 0                                                                   | Lettonia                                                                | Cyprus International Tournament                                         | -                                                                       |                                                                         |
| 28-3-2007                                                               | Sofia                                                                   | Bulgaria                                                                | 0 – 0                                                                   | Albania                                                                 | Qual. Euro 2008                                                         | -                                                                       |                                                                         |
| 2-6-2007                                                                | Minsk                                                                   | Bielorussia                                                             | 0 – 2                                                                   | Bulgaria                                                                | Qual. Euro 2008                                                         | -                                                                       |                                                                         |
| 6-6-2007                                                                | Sofia                                                                   | Bulgaria                                                                | 2 – 1                                                                   | Bielorussia                                                             | Qual. Euro 2008                                                         | -                                                                       |                                                                         |
| 22-8-2007                                                               | Burgas                                                                  | Bulgaria                                                                | 0 – 1                                                                   | Galles                                                                  | Amichevole                                                              | -                                                                       |                                                                         |
| 8-9-2007                                                                | Amsterdam                                                               | Paesi Bassi                                                             | 2 – 0                                                                   | Bulgaria                                                                | Qual. Euro 2008                                                         | -                                                                       |                                                                         |
| 12-9-2007                                                               | Sofia                                                                   | Bulgaria                                                                | 3 – 0                                                                   | Lussemburgo                                                             | Qual. Euro 2008                                                         | -                                                                       |                                                                         |
| 17-10-2007                                                              | Tirana                                                                  | Albania                                                                 | 1 – 1                                                                   | Bulgaria                                                                | Qual. Euro 2008                                                         | -                                                                       |                                                                         |
| 17-11-2007                                                              | Sofia                                                                   | Bulgaria                                                                | 1 – 0                                                                   | Romania                                                                 | Qual. Euro 2008                                                         | -                                                                       |                                                                         |
| 21-11-2007                                                              | Celje                                                                   | Slovenia                                                                | 0 – 2                                                                   | Bulgaria                                                                | Qual. Euro 2008                                                         | -                                                                       |                                                                         |
| 6-2-2008                                                                | Belfast                                                                 | Irlanda del Nord                                                        | 0 – 1                                                                   | Bulgaria                                                                | Amichevole                                                              | -                                                                       |                                                                         |
| 26-3-2008                                                               | Sofia                                                                   | Bulgaria                                                                | 2 – 1                                                                   | Finlandia                                                               | Amichevole                                                              | -                                                                       |                                                                         |
| 20-8-2008                                                               | Zenica                                                                  | Bosnia ed Erzegovina                                                    | 1 – 2                                                                   | Bulgaria                                                                | Amichevole                                                              | -                                                                       |                                                                         |
| 6-9-2008                                                                | Podgorica                                                               | Montenegro                                                              | 2 – 2                                                                   | Bulgaria                                                                | Qual. Mondiali 2010                                                     | -                                                                       |                                                                         |
| 28-3-2009                                                               | Dublino                                                                 | Irlanda                                                                 | 1 – 1                                                                   | Bulgaria                                                                | Qual. Mondiali 2010                                                     | -                                                                       |                                                                         |
| 1-4-2009                                                                | Sofia                                                                   | Bulgaria                                                                | 2 – 0                                                                   | Cipro                                                                   | Qual. Mondiali 2010                                                     | -                                                                       |                                                                         |
| 6-6-2009                                                                | Sofia                                                                   | Bulgaria                                                                | 1 – 1                                                                   | Irlanda                                                                 | Qual. Mondiali 2010                                                     | -                                                                       |                                                                         |
| Totale                                                                  |                                                                         | Presenze                                                                | 18                                                                      |                                                                         | Reti                                                                    | 0                                                                       |                                                                         |

## Palmarès

### Club

#### Competizioni nazionali
- Campionato croato: 1

Croazia Zagabria: 1996-1997
- Coppa di Croazia: 1

Croazia Zagabria: 1996-1997
- Campionato bulgaro: 2

Levski Sofia: 2005-2006, 2006-2007
- Coppa di Bulgaria: 1

Levski Sofia: 2006-2007
- Supercoppa di Bulgaria: 2

Levski Sofia: 2005, 2007
- Toto Cup: 1

Maccabi Tel Aviv: 2008-2009